# Bronze no tenshi
Bronze no tenshi (ブロンズの天使? lett. "L'angelo bronzeo") è un manga storico scritto e disegnato da Chiho Saitō per Shōgakukan, la sua serializzazione è durata dal 2004 al 2007 sul periodico Flowers.
L'opera ha come co-protagonista il poeta e scrittore russo Aleksandr Puškin e racchiude una versione romanzata della sua storia e del suo matrimonio.
Come altre opere di quest'autrice, nella realizzazione la Saitō ha posto una grande ricerca storica per la rappresentazione di ambienti e vestiti dei personaggi e ha condito la narrazione con eventi realmente accaduti.

## Trama
Le vicende iniziano nel 1828 in Russia, la giovane e bellissima Natal'ja Nikolaevna Gončarova è terzogenita di una famiglia nobile, ma decaduta e con molti debiti per via della malattia del padre e della cattiva gestione delle spese della madre. Per risollevarsi dalla disgrazia la madre di Natal'ja decide di presentare a corte una delle figlie nella speranza di accaparrarsi un buon partito tra gli esponenti di spicco della società, un marito ricco e facoltoso potrebbe riportarli al fulgore di un tempo e consentire loro una certa agiatezza. La scelta ricade stranamente su Natal'ja, appena sedicenne e troppo giovane, ma la donna decide di puntare sulla bellezza della figlia e infatti Natal'ja fa subito colpo in società, sebbene la sua bassa estrazione venga spesso ridicolizzata dalle altre dame, invidiose dell'attenzione che riceve.
Ad uno dei ricevimenti Natal'ja conosce il giovane Aleksandr Puškin, il poeta è l'idolo di molte delle ragazze per via delle storie romantiche che pubblica e del suo carattere ardito, ha inoltre fama di essere una testa calda, un rivoluzionario e un donnaiolo, ma nonostante il suo fascino esotico, ha infatti ascendenze turche ed etiopi e la pelle ambrata, rifiuta di ballare e intrattenersi con lui temendo di compromettere la sua reputazione e la ricerca di un marito benestante. Anche Puškin rimane stregato da Natal'ja decidendo di volerla conoscere e, in seguito, sposare, cosa che non aveva mai desiderato fare prima.
La loro storia avrà molte difficoltà a cominciare dall'opposizione della famiglia di lei: Puškin infatti non è l'uomo ideale e che si sarebbero aspettati, è nobile, ma non è abbiente e gli vengono preferiti principi e granduchi e, vinta dal peso della responsabilità del futuro della sua famiglia sulle spalle, anche Natal'ja si adeguerà alle decisioni della madre rifiutandolo, ma la determinazione di lui non lo abbandonerà e continuerà a tentare di conquistare la sua fiducia e il suo amore.
Un'epidemia e le magre finanze della famiglia Gončarov dilateranno i tempi necessari per far sposare la ragazza e, a complicare maggiormente la faccenda, scenderà in campo anche lo zar Nicola I, il quale ha a sua volta un debole per la ragazza e un odio verso il poeta che scrisse l'opera Ode alla libertà quando era appena diciottenne e che sostenne le idee dei rivoltosi popolari propagandando le loro idee con la sua lirica, mettendo in cattiva luce lo zar Alessandro, fratello di Nicola al punto che questi chiederà ad uno dei suoi generali di eliminarlo.